# Wilhelm Hausenstein

Wilhelm Hausenstein, um 1906

Wilhelm Hausenstein (* 17. Juni 1882 in Hornberg; † 3. Juni 1957 in München) war ein deutscher historischer Schriftsteller, Kunstkritiker und Kulturhistoriker, Publizist und Diplomat. Er setzte sich gegen den Nationalsozialismus und Antisemitismus ein und widmete sich nach dem Zweiten Weltkrieg intensiv der deutsch-französischen Freundschaft.

## Leben
Hausensteins Mutter Clara, geb. Baumann, war die Tochter des „Bärenwirts“ in Hornberg. Sein Vater Wilhelm, ein großherzoglich badischer Finanzbeamter, starb, als sein gleichnamiger Sohn neun Jahre alt war. Wilhelm Hausenstein besuchte das Gymnasium in Karlsruhe und legte 1900 das Abitur ab. In Heidelberg, Tübingen und München studierte er Klassische Philologie, Philosophie, Theologie, Kunstgeschichte, Nationalökonomie und Geschichte, unter anderem bei Lujo Brentano. 1901 arbeitete er während eines Aufenthalts in Belgien als Hauslehrer der Familie von Gustav Schönleber. 1905 wurde er mit der von Karl Theodor von Heigel betreuten Dissertation über Die Wiedervereinigung Regensburgs mit Bayern im Jahre 1810 promoviert. 1906 war er ein halbes Jahr lang Vorleser der im Pariser Exil lebenden einstigen Königin beider Sizilien, Marie in Bayern.
1907 trat er der Sozialdemokratischen Partei bei (1919 trat er wieder aus) und betätigte sich in deren Arbeiterbildungsgesellschaft Vorwärts. Eine Habilitation war ihm infolgedessen unmöglich. Hausenstein wurde daraufhin freier Schriftsteller. 1908 heiratete er Marga Schroeder, die Adoptivtochter eines Bremer Großkaufmanns.
Im Ersten Weltkrieg wurde Hausenstein aus gesundheitlichen Gründen nicht zum Kriegsdienst eingezogen. Da er 1915 die Schrift Belgien – Notizen veröffentlicht hatte, darin auch ein Kapitel über „Wirtschaft und Politik“, galt er als Kenner Belgiens und wurde zum Generalgouvernement Belgien, der deutschen Verwaltung des besetzten Landes, abgeordnet. Ab Januar 1916 war er Redakteur der von Anton Kippenberg gegründeten deutsch-belgischen Monatszeitschrift Belfried. In Brüssel lernte Hausenstein 1916 seine spätere zweite Ehefrau Alice Marguerite („Margot“) Kohn (1890–1997) kennen. Kohns damaliger Ehemann, Richard Lipper, starb am 22. November 1916 in einem Lazarett. Nach Beendigung seines Dienstes in Brüssel ging Hausenstein Ende Oktober 1917 nach München zurück, begann bei der Zeitung Münchner Neueste Nachrichten und wurde gleichzeitig freier Mitarbeiter der Frankfurter Zeitung. Er motivierte Ulrich Christoffel dazu, kunstkritische Berichte für die Münchner Neuesten Nachrichten zu verfassen.
Margot (Lipper-)Kohn brach mit ihrer Familie und folgte Hausenstein nach München. Im November 1918 ließ er sich von Marga scheiden und heiratete am 5. Mai 1919 Margot Kohn. Trauzeugen waren Emil Preetorius und Rainer Maria Rilke.
Am 3. Februar 1922 wurde seine Tochter Renée-Marie geboren († 2015). Sie wurde katholisch getauft, ihre Eltern verschwiegen ihr jedoch, dass ihre Mutter Jüdin und Renée-Marie damit ebenfalls Jüdin war. Beides erfuhr sie 1936.
1926 erschien in der Sowjet-Enzyklopädie ein umfänglicher Beitrag Hausensteins über das Barock. 1932 zog die Familie nach Tutzing am Starnberger See.
Nach der Machtübernahme der Nationalsozialisten erzwang die politische Polizei am 14. April 1933 Hausensteins fristlose Entlassung als Redaktionsmitglied der Münchner Neuesten Nachrichten. Von 1934 bis 1943 war er verantwortlich für das Literaturblatt und die Frauenbeilage der Frankfurter Zeitung. Am 24. November 1936 wurde er aus der Reichsschrifttumskammer ausgeschlossen, durfte also keine Bücher mehr veröffentlichen. Grund für den Ausschluss war seine Weigerung, moderne Werke als entartete Kunst zu bezeichnen und die Namen jüdischer Künstler aus seiner Kunstgeschichte zu entfernen. Die noch vorhandenen Exemplare der Kunstgeschichte ließ das Reichsministerium für Volksaufklärung und Propaganda einstampfen. 1943 wurde er auch aus der Reichspressekammer ausgeschlossen, verlor dadurch seine Stelle bei der Frankfurter Zeitung (kurz bevor diese ihr Erscheinen einstellen musste) und unterlag fortan einem Verbot jeglicher publizistischer Arbeit. Hausenstein konzentrierte sich auf seine Autobiografie Lux Perpetua und bereitete weitere Bücher vor – ständig in der Gefahr, dass seine Frau Margot „abgeholt“ würde.

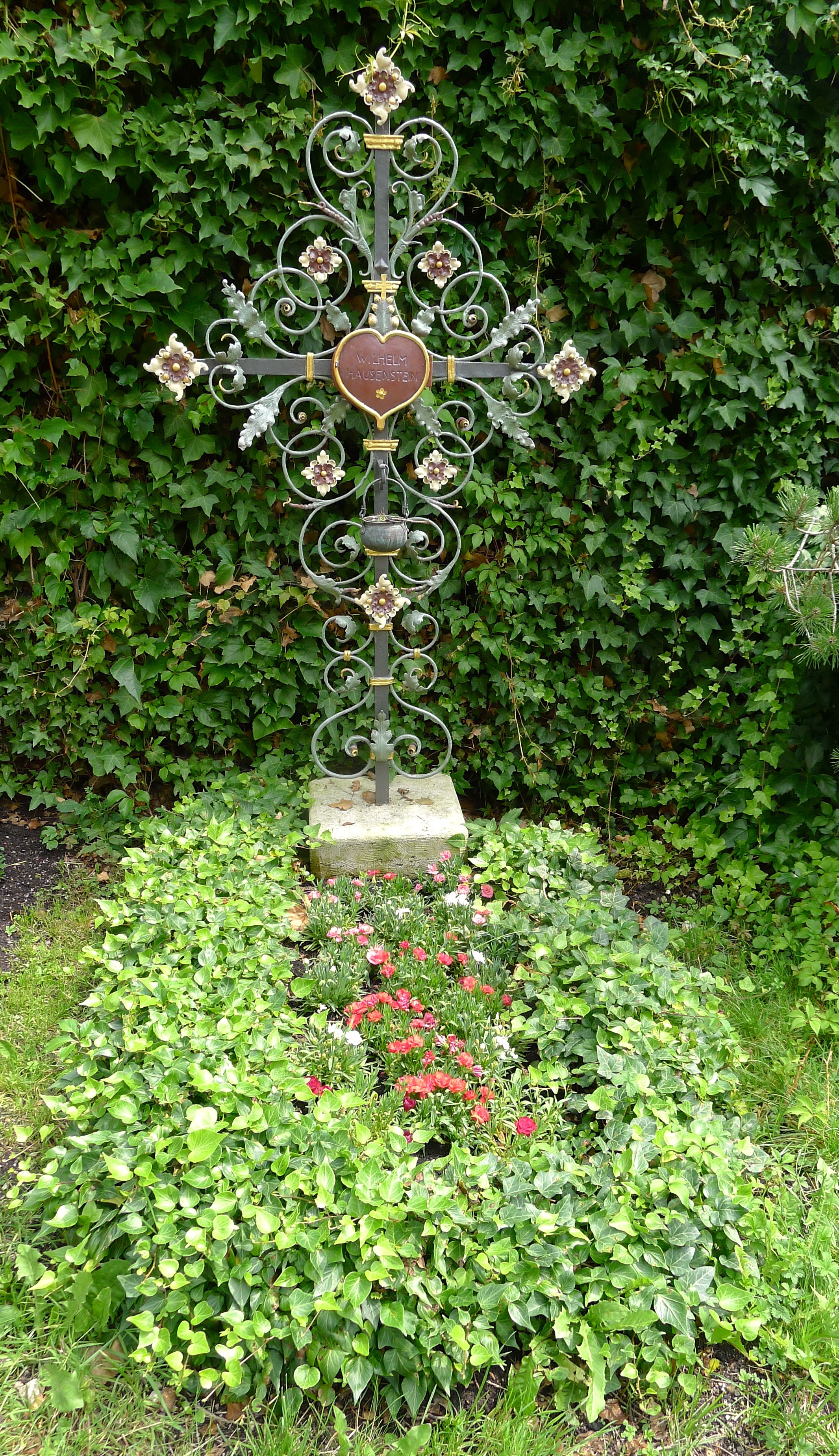
Grab Hausensteins auf dem Bogenhausener Friedhof

Nach Kriegsende bot ihm 1945 die US-amerikanische Besatzungsmacht die Chefredaktion der Süddeutschen Zeitung an; Hausenstein lehnte das Angebot wegen seiner angegriffenen Gesundheit und seiner literarischen Pläne ab.
1949 gründete er mit 48 anderen Schriftstellerinnen und Schriftstellern (darunter Adolf Grimme, Erich Kästner und Marie Luise Kaschnitz) die Deutsche Akademie für Sprache und Dichtung.
1950 ging er, auf persönliche Bitte Konrad Adenauers, als Generalkonsul der neugegründeten Bundesrepublik nach Paris. Anschließend wurde er Geschäftsträger und schließlich erster Botschafter der Bundesrepublik Deutschland in Frankreich. Anfang 1955 ging Hausenstein in den Ruhestand; sein Nachfolger wurde Vollrath von Maltzan.
Hausenstein schrieb rund 80 Bücher über kulturelle Themen, Kunst- und Reisebücher, Erzählungen und auch Erinnerungen; einige von ihnen erschienen unter den Pseudonymen „Johann Armbruster“ und „Kannitverstan“. Sein Tagebuch im Kriege gilt als eines der eindrucksvollsten Dokumente der Zerstörung Münchens im Zweiten Weltkrieg. Auch als Übersetzer aus dem Französischen, etwa von Baudelaire-Gedichten, tat Hausenstein sich hervor.
Zu seinem Freundeskreis zählten neben seinem Trauzeugen Rainer Maria Rilke unter anderen Paul Klee, Annette Kolb, Alfred Kubin, Karl Valentin, Albert Weisgerber, Franz Josef Schöningh und Theodor Heuss. Mit Weisgerber und Heuss traf er sich auch in Paris. Nach dem frühen Tod Weisgerbers im Ersten Weltkrieg verfasste Hausenstein im Jahre 1918 dessen Biografie. Hausenstein hatte mehrere Ämter inne und fungierte ab 1950 als Präsident der Bayerischen Akademie der Schönen Künste. Außerdem wurde er 1955 zum Großoffizier der Ehrenlegion ernannt.
Wilhelm Hausenstein erlag am 3. Juni 1957 einem Herzinfarkt und wurde auf dem Bogenhausener Friedhof in München begraben, wo sein Grab erhalten ist.

## Familie
Renée-Marie Parry Hausenstein konnte 1942, nachdem sie eine Scheinehe geschlossen hatte, nach Brasilien ausreisen. 1946 emigrierte sie in die USA; von dort aus unterstützte sie ihre Eltern mit Paketen.

## Wilhelm-Hausenstein-Ehrung
Die Bayerische Akademie der Schönen Künste vergibt seit 1986 „für Verdienste um kulturelle Vermittlung“ die Wilhelm-Hausenstein-Ehrung. Sie wird vom Direktorium der Akademie vergeben und ist 5.000 Euro dotiert.

## Wilhelm-Hausenstein-Gesellschaft
Im November 2001 wurde die Wilhelm-Hausenstein-Gesellschaft gegründet, die u. a. das Andenken Wilhelm Hausensteins wahren sowie die Erforschung und Verbreitung seiner Werke fördern soll. Zu diesem Zweck veranstaltet sie alle zwei Jahre in Hornberg die „Wilhelm-Hausenstein-Symposien“.

## Schriften (Auswahl)
- 1905: Die Wiedervereinigung Regensburgs mit Bayern im Jahre 1810
- 1910: Der Bauern-Bruegel (sein erstes Buch); Monografie über den Maler
- 1911: Der nackte Mensch in der Kunst aller Zeiten (6. Auflage)
- 1911: Rokoko, Französische und deutsche Illustratoren des achtzehnten Jahrhunderts, Piper, München (3. Aufl. 1918)
- 1912: Soziologie der Kunst. Bild und Gemeinschaft
- 1912: Die großen Utopisten (Fourier - Saint-Simon - Owen)
- 1914: Malerei, Plastik, Zeichnung. Die bildende Kunst der Gegenwart
- 1914: Vom Künstler und seiner Seele
- 1915: Belgien – Notizen
- 1916: Der Körper des Menschen in der Geschichte der Kunst. Teil 2 Die Schönheit der Gestalt („Eine Arbeit, die vor Jahren unter dem Sammeltitel „Der nackte Mensch in der Kunst aller Zeiten und Völker“ im Rahmen eines einzigen großen Buches erschien, wird, in zwei Bände zerlegt, neu veröffentlicht. Text und Bildermaterial sind unverändert geblieben.“ Vgl. Vorwort.)[8]
- 1916 ?: Der Körper des Menschen in der Geschichte der Kunst. 3. Teil: Die Schönheit der Gestalt. (S. 287–671)
- 1918: Albert Weisgerber, ein Gedenkbuch, Herausgegeben von der Münchener Neuen Sezession
- 1919: Der Isenheimer Altar des Matthias Grünewald
- 1919: Vom Geist des Barock
- 1919: Über Expressionismus in der Malerei
- 1920: Exoten
- 1921: Kairuan oder eine Geschichte vom Maler Klee und von der Kunst dieses Zeitalters
- 1922: Barbaren und Klassiker. Ein Buch von der Bildnerei Exotischer Völker
- 1923: Giotto
- 1928: Kunstgeschichte
- 1932: Europäische Hauptstädte
- 1936: Buch einer Kindheit
- 1947: Begegnungen mit Bildern
- 1947: Lux Perpetua. Summe eines Lebens aus dieser Zeit
- 1949: Was bedeutet die moderne Kunst
- 1948: Zwiegespräch über den Don Quijote
- 1955: Besinnliche Wanderfahrten. Schnell & Steiner, München
- 1958: Liebe zu München
- 1961: Pariser Erinnerungen
- 1968: Friedrich Bentmann (Hrsg.): Jugenderinnerungen und Reiseskizzen
- 1967: Tagebücher 1: Licht unter dem Horizont. Tagebücher von 1942 bis 1946
- 1969: Tagebücher 2: Impressionen und Analysen. Letzte Aufzeichnungen

## Ehrungen
zu Lebzeiten
- 1949: Johann-Peter-Hebel-Preis
- 1952: Großes Bundesverdienstkreuz mit Stern und Schulterband
- 1954: Literaturpreis der Stadt München
- 1955: Großoffizier der Ehrenlegion
- 1955: Ehrentitel „Professor“ des Landes Baden-Württemberg

posthum
- 1966: Wilhelm-Hausenstein-Weg in München-Bogenhausen[9]
- 1972: Wilhelm-Hausenstein-Gymnasium in München
- 1982: Wilhelm-Hausenstein-Allee in Karlsruhe
- 1990: Wilhelm-Hausenstein-Gymnasium in Durmersheim